# San Miguel Río Verde
San Miguel Río Verde är en ort i Mexiko.   Den ligger i kommunen Santiago Amoltepec och delstaten Oaxaca, i den sydöstra delen av landet, 400 km sydost om huvudstaden Mexico City. San Miguel Río Verde ligger 474 meter över havet och antalet invånare är 106.
Terrängen runt San Miguel Río Verde är kuperad åt nordväst, men åt sydost är den bergig. San Miguel Río Verde ligger nere i en dal. Runt San Miguel Río Verde är det ganska glesbefolkat, med 43 invånare per kvadratkilometer. Närmaste större samhälle är Pueblo Viejo, 2,6 km norr om San Miguel Río Verde. I omgivningarna runt San Miguel Río Verde växer huvudsakligen savannskog.